# Louis de Faucher
Pour les articles homonymes, voir de Faucher.
Louis de Faucher est un poète français, né le 15 juin 1888 à Pézenas (Hérault), mort le 13 mai 1955 à Toulon (Var).

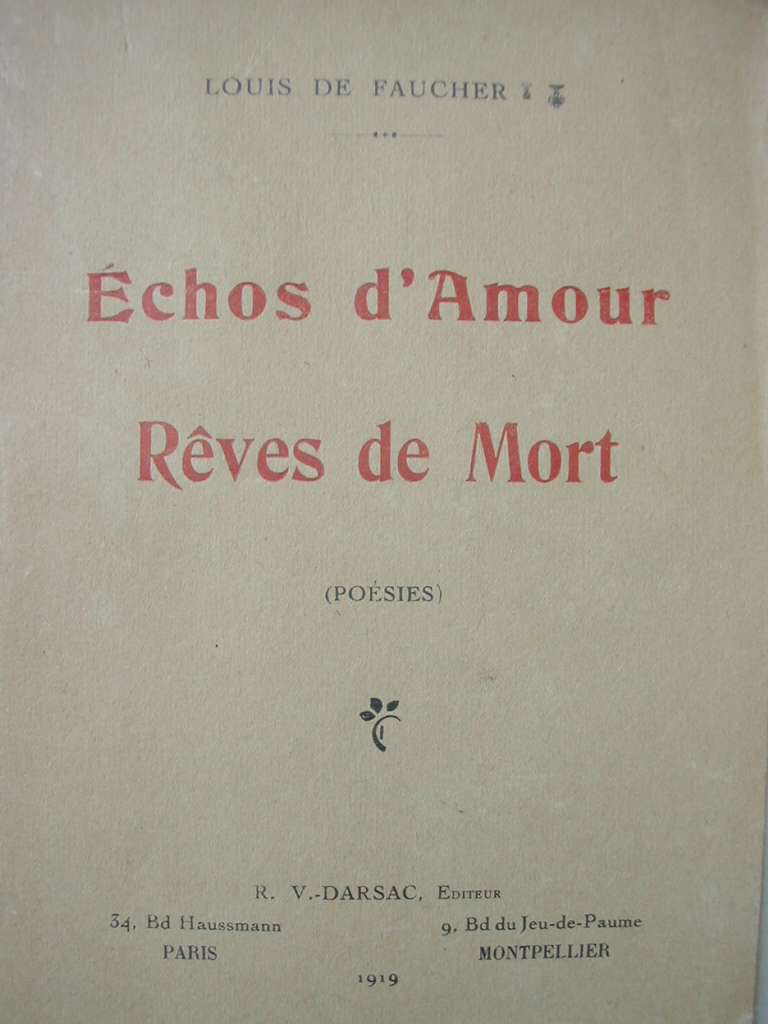
Recueil de 1919

Élève au lycée de Montpellier de 1903 à 1906, il s'engage pour trois ans dans le 20e régiment d'infanterie en octobre 1906, où il sert jusqu'en 1909. Arrivé au corps dès le premier jour de mobilisation en 1914, il est nommé caporal en septembre 1914, puis sergent en novembre 1917. Trois fois blessé, il est cité à l'ordre du Corps d'armée en septembre 1918, et décoré de la Croix de guerre (avec une étoile de vermeil, une d'argent, une de bronze) et de la Médaille militaire.
En 1919, il publie un recueil de poèmes intitulé Échos d'Amour, Rêves de Mort, composé partiellement pendant la guerre.
Résidant à Servian, il s'installe à Montpellier en 1921 ; il y est agent d'affaires et directeur de l'agence immobilière la Grande agence du Littoral  pendant quelques années, puis quitte la ville en 1927 pour Marseille.
Il était neveu de l'érudit Paul de Faucher et, à la mode de Bretagne, du critique d'art Charles Ponsonailhe.

## Sources
- Recherches aux Archives municipales de Pézenas et de Montpellier
- Registre matricule de recrutement du bureau de Béziers, classe 1908, no 252 [cote 1 R 1219 aux Archives départementales de l'Hérault]
- Annuaires de l'Hérault des années 1920
- Livre d'or du lycée de Montpellier, guerre 1914-1919, 1927, page 145
- Articles dans Le Publicateur de Béziers du 12 décembre 1902, L'Éclair du 30 décembre 1911 et dans L'Action Française du 11 novembre 1914